# Portland, Maine

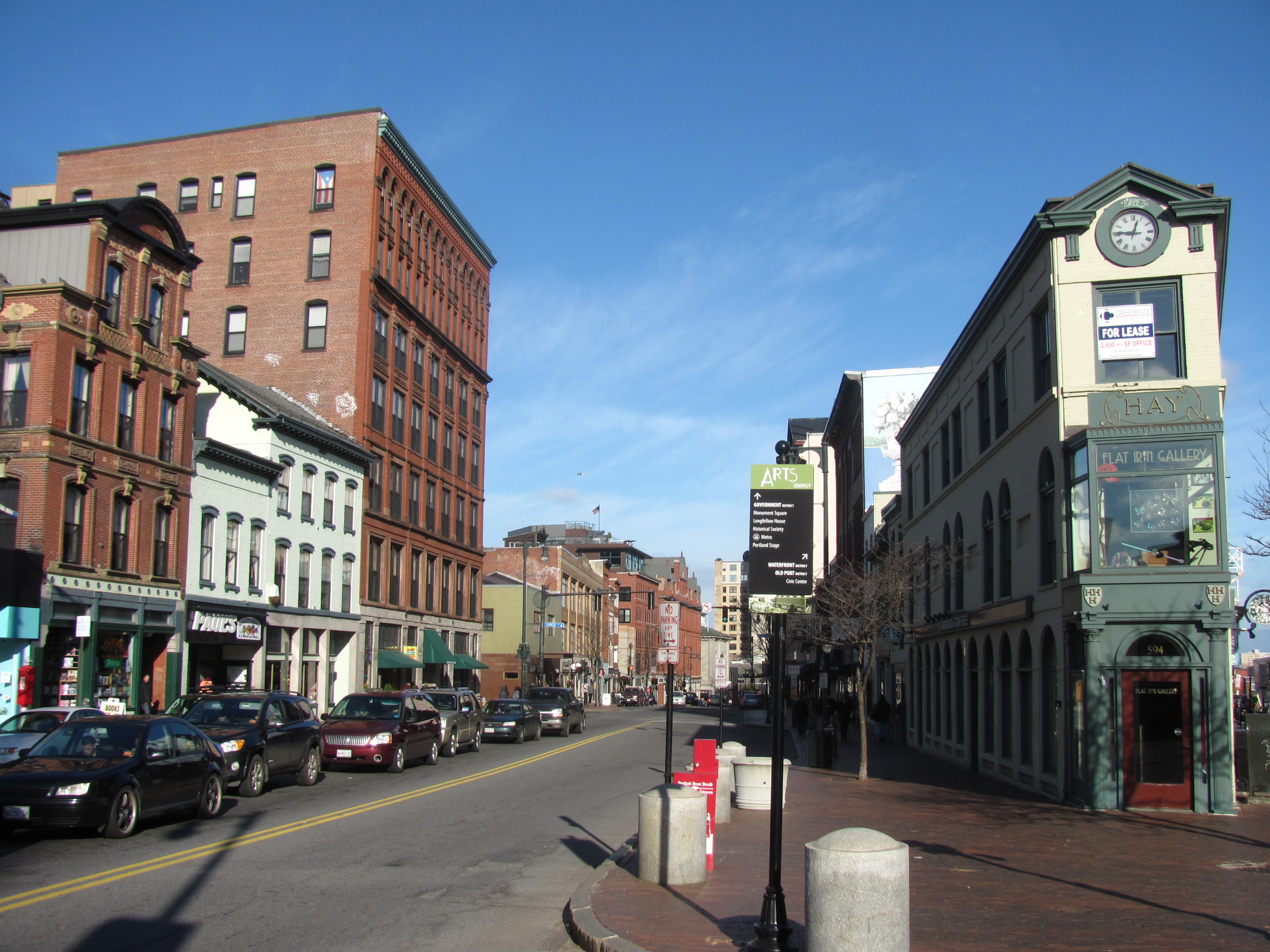

Portland este sediul comitatului Cumberland și totodată orașul cel mai populat și cel mai mare din statul Maine din Statele Unite ale Americii. Populația în anul 2010 era de 66,194,, reprezentând o creștere de trei procente față de recensământul din 2000. Cu o populație metropolitană de peste 500 000 de oameni, zona Greater Portland este casa a mai mult de o treime din populația totală a statului Maine.
Turiștii vizitează adesea cartierul istoric Old Port de-a lungul portului Portland, la gura Râului Fore ce face parte din Golful Casco, și Cartierul Arts, care se află împrejurul străzii Congresului, în centrul orașului.

## Personalități născute aici
- Henry Wadsworth Longfellow (1807 - 1882), poet.